# 드리프터스

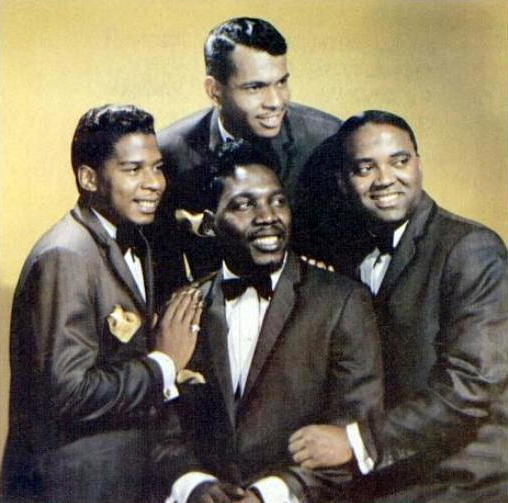

드리프터스(The Drifters)는 미국의 음악 그룹이다. 대표작으로는 《톨 러브》를 비롯한 몇 개의 밀리언 셀러가 있다. 흑인 그룹으로 클라이드 맥파터를 리드 싱어로 하여 1953년에 결성하였으며, 멤버는 모두 코러스의 경험이 풍부한 가수들이다. 이들은 《마니 하니》의 큰 인기로 데뷔 무대를 장식하였다. 클라이드가 입대한 후에도 활동을 계속하였고, 리드 보컬이 벤 킹, 찰리 토머스, 조니 윌리엄스 등으로 바뀌어 마치 드리프터스(표류자)라는 이름을 그대로 실행하기라도 하는 것 같았다.